# Astragalus stocksii
Astragalus stocksii är en ärtväxtart som beskrevs av Aleksandr Andrejevitj Bunge. Astragalus stocksii ingår i släktet vedlar, och familjen ärtväxter. Inga underarter finns listade i Catalogue of Life.